# Balanus
Balanus is een geslacht van zeepokken, dat fossiel bekend is vanaf het Eoceen. In het heden bestaan nog diverse levende soorten van dit geslacht.

## Beschrijving
Deze vijftien centimeter lange eikel-zeepok heeft een afgeknotte kegelvorm en wordt omgeven door een schaal van zes kalkplaten op een stevig plateau. Het middenstuk van de platen is holwandig met massieve tanden. Het met vier kleppen afsluitbare operculum is de opening waardoor zes paar poten naar buiten komen, die zwevende voedseldeeltjes uit het water filteren. Dit dier is te vinden op rotsen ter hoogte van de vloedlijn en op drijvende objecten.

## Soorten
- Balanus balanus (Linnaeus, 1758)  (Grote zeepok)
- Balanus bloxhamensis Weisbord, 1966
- Balanus borsodensis Kolosváry, 1952
- Balanus calidus Pilsbry, 1916
- Balanus cantelli Newman, 1982
- Balanus chisletianus Sowerby, 1859
- Balanus citerosum Henry, 1973
- Balanus connelli Cornwall, 1927
- Balanus crenatus Bruguière, 1789 (Gekerfde zeepok)
- Balanus curvirostratus Menesini, 1968
- Balanus darwinii Seguenza, 1876
- Balanus ecuadoricus Pilsbry & Olson, 1951
- Balanus engbergi Pilsbry, 1921
- Balanus flos Pilsbry, 1907
- Balanus flosculoidus Kolosváry, 1941
- Balanus gizellae Kolosváry, 1967
- Balanus glandula Darwin, 1854
- Balanus hoekianus Pilsbry, 1911
- Balanus hohmanni Philippi, 1887
- Balanus humilis Conrad, 1846
- Balanus imitator Zullo, 1984
- † Balanus indicus Withers, 1923
- Balanus irradians Zullo & Guruswami-Naidu, 1982
- Balanus irregularis Broch, 1931
- Balanus kanakoffi Zullo, 1969
- Balanus laevis Bruguière, 1789
- Balanus laguairensis Weisbord, 1966
- Balanus leonensis Weisbord, 1966
- Balanus microstomus Philippi, 1887
- Balanus minutus Hoek, 1913
- Balanus mirabilis Krüger, 1912
- Balanus newburnensis Weisbord, 1966
- Balanus nubilus Darwin, 1854
- Balanus ochlockoneensis Weisbord, 1966
- Balanus pannonicus Kolosváry, 1952
- Balanus parkeri Zullo, 1967
- Balanus poecilus Darwin, 1854
- Balanus polyporus Pilbry, 1924
- Balanus provisoricus Kolosváry, 1961
- Balanus pulchellus Ren, 1989
- Balanus rhizophorae Ren & Liu in Ren, 1989
- Balanus roseus Lamarck, 1838
- Balanus rostratus Hoek, 1883
- Balanus sauntonensis Parfitt, 1871
- Balanus similis Weltner, 1922
- Balanus spongicola Brown, 1844
- Balanus tamiamiensis Ross, 1964
- Balanus trigonus Darwin, 1854
- Balanus tuboperforatus Kolosváry, 1962
- Balanus tumorifer Kolosváry, 1962
- Balanus vadaszi Kolosváry, 1949
- Balanus veneticensis Seguenza, 1876
- Balanus withersi Pilsbry, 1930
- Balanus zhujiangensis Ren, 1989